# 渡嘉敷陸軍補助施設

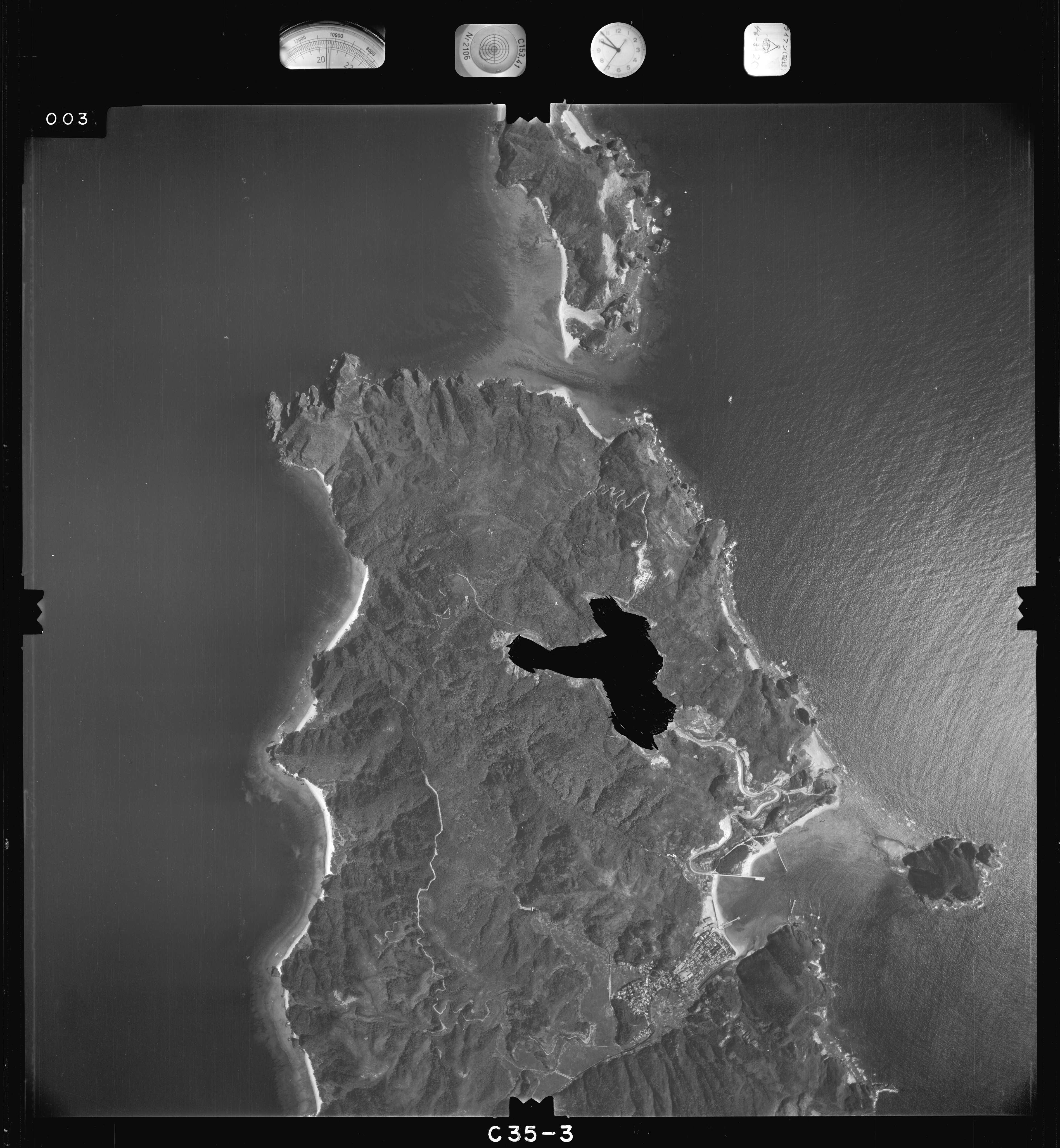
1971年撮影の渡嘉敷島北部の空中写真。黒塗りされている北山の山頂部分が北山を造成して建築された米陸軍のホークミサイル・サイト。

渡嘉敷陸軍補助施設 (とがしきりくぐんほじょしせつ 英語 Togashiki Army Annex) とは、沖縄県の慶良間諸島、島尻郡渡嘉敷村に建設されたアメリカ陸軍のホーク・ミサイル基地。沖縄戦での渡嘉敷集団自決の場所であったため、慰霊碑「白玉之塔」は別の場所に移された。1972年に返還され、現在は「国立沖縄青年の家」となっている。

## 概要
面積: 1,799,000㎡
米軍は、1962年、米軍は低高度用迎撃用のホーク・ミサイルを渡嘉敷に配備した。米国立公文書記録管理局の資料によるとホーク基地は沖縄本島と渡嘉敷島に8ヶ所に予定された。

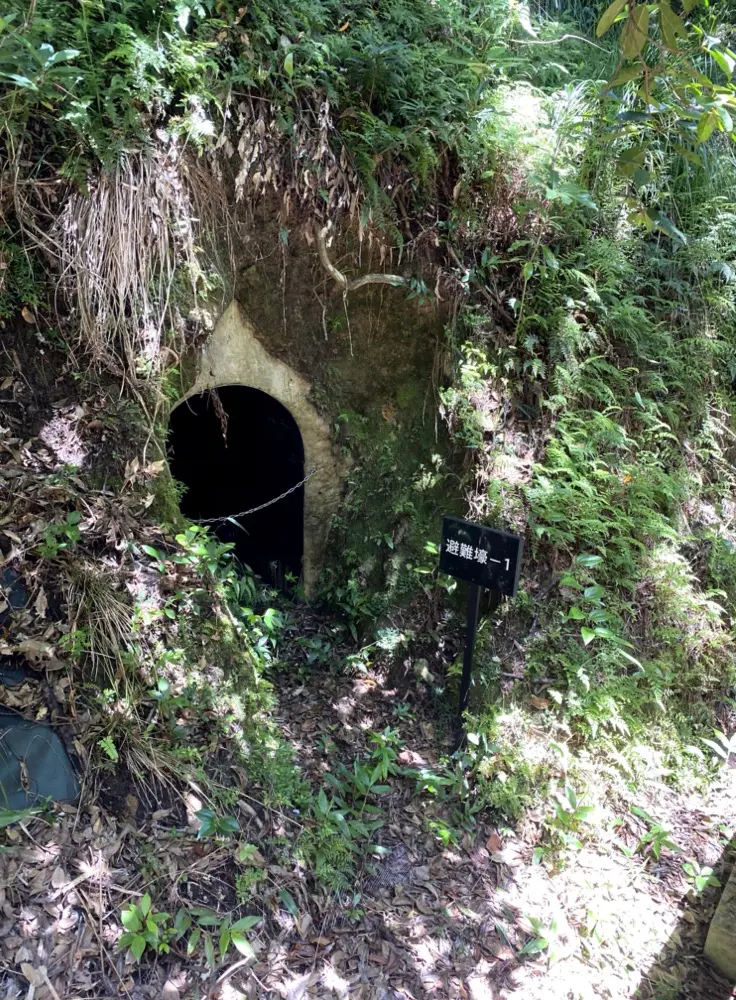
北山山頂にある赤松隊本部壕。

|   | ホーク・ミサイル                            | 備考                        |
| 1 | ボロー・ポイント射撃場 (読谷陸軍補助施設)   | 返還                        |
| 2 | 知花サイト                                  | 陸自 白川分屯地に移管       |
| 3 | 西原第二陸軍補助施設 (ホワイト・ビーチ地区) | 陸自 勝連分屯地に移管       |
| 4 | 多野岳サイト (羽地陸軍補助施設)             | 返還                        |
| 5 | 与座岳サイト                                | 陸自 南与座分屯地に移管     |
| 6 | 知念第一サイト                              | 陸自 知念分屯地 に移管      |
| 7 | 渡嘉敷島陸軍補助施設に2カ所                 | 返還 国立沖縄青少年交流の家 |

## 歴史
大昔、最初に渡嘉敷に渡った人々は最初に北山 (ニシヤマと読む) の北ウタキ (ニシウタキ)に移住したと伝えられ、北ウタキは、字渡嘉敷の御嶽 (うたき) であると同時に渡嘉敷島の住民全体が崇拝し、さまざまな行事で神女が祈願するする御嶽であったため、北山一帯が、祖先の居住地として信仰されてきた。
1944年9月20日、海上挺進第3戦隊の通称「赤松隊」が特攻艇の陣地を築く。
1945年3月27日、米軍が上陸。赤松隊は特攻艇を自壊し、北山山頂の避難壕に隠れた。渡嘉敷島の住民たちは、砲弾から身を隠す場所のない北山の広場に防衛隊や駐在らの指示で集められ、ここで集団自決が行われた。渡嘉敷島では329人の命が奪われた。また赤松隊は4月から終戦後の8月にかけて20人あまりの住民や韓国人軍夫をスパイとして惨殺した。

### ホークミサイル基地の建設
1960年3月8日、渡嘉敷村へ米国民政府からホークミサイル基地建設が告知される。場所は北山山頂だった。３月22日、米民政府より土地収用が宣告され、接収命令をうける。場所は沖縄戦の集団自決跡地であるため、慰霊碑「白玉之塔」は北山 (ニシヤマ) から現在のギズ山に移設され、新しく建立された。北山の頂上が大きく削られ1,799,000㎡ の広大なミサイル基地として造成された。
1962年6月1日、ホーク基地が完成し、約250人の米陸軍兵が駐留する。
1968年1月17日、米軍の準機関紙『星条旗新聞』は、毎年恒例でおこなっていた米軍のホークとナイキ・ハーキュリーズのミサイル発射訓練の記事を伝えている。
1969年8月2日、米軍の防空戦略の変更により、ホーク基地が閉鎖されるが、遊休化した状態で、その後も米軍管理下に置かれる。
1971年2月28日、文部省の視察団が来島し、沖縄青年の家の設置調査に当たる。マイヤーズ・シュミッツとの極秘の議事録によると、放置されていた渡嘉敷ミサイルサイトの分厚いコンクリート建造物をどう処分するか財政的問題に難渋していたことがわかる。
1972年5月15日、沖縄返還「祖国復帰」を記念し「国立沖縄青年の家」の設置が宣言され、5月17日に記念式典が挙行される。米軍基地の残骸がそのまま残った荒れ果てた敷地を回復しながら、1972年から「国立沖縄青年の家」が開設されるが、ミサイル発射台やミサイル格納庫などの施設撤去には8年の年月がかかり、1980年3月に完了した。

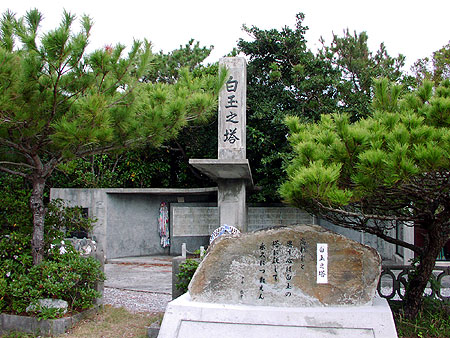
新設されたギズ山の「白玉之塔」

## 慰霊碑

### 「白玉之塔」
1947年3月27日、豪雨の夜から翌日にかけ、渡嘉敷の集団自決で329人が亡くなった。6年後の1951年3月28日、現場となった北山 (ニシヤマ) で、慰霊碑「白玉之塔」の除幕式と合同慰霊祭が行われた。その9年後、1960年3月22日、慰霊碑と現場が米軍ミサイル用地として接収された。集団自決の現場周辺はミサイル基地として造成され、慰霊の「白玉之塔」は、移築されることなく、1962年4月19日に、ふもとのギズ山に新しく建立された。海上挺進第3戦隊 (隊長: 赤松嘉次) が防衛隊員や駐在員らを介し住民の集団自決に関与したことを明記した旧「白玉之塔」の碑文は、新しく移設されたギズ山の新「白玉之塔」には記されなかった。

### 「戦跡碑」
1979年3月28日、沖縄返還の後に新しく建立された「戦跡碑」は、曽野綾子による碑文が記されており、曽野と海上挺進第3戦隊の元隊長(赤松嘉次) らの主張を反映したものになっている。また碑文の末尾に曽野は『陣中日誌』なる文章を引用しているが、実際には1970年に書かれたものである。

### 「集団自決跡地」
1993年3月28日、ミサイル基地となった慰霊の土地が返還され、渡嘉敷村は新たに慰霊碑「集団自決跡地」の碑を建立した。碑文の後半には次のように記されている。
| 「                             | 昭和二十六年三月この大戦で犠牲になった方々の慰霊のため、この地に白玉の塔を建立したが、周辺地域が米軍基地となった為に移設を余儀なくされた。時移り世変わってここに沖縄の祖国復帰二十年の節目を迎えるに当り、過去を省み戦争の悲惨を永く後世に伝え恒久平和の誓いを新たにするため、ここを聖地として整備し、碑を建立した。 | 」 |
| —平成五年三月二十八日 渡嘉敷村 | |    |

## 参考項目
沖縄の米軍基地